# Manuel Peimbert
Manuel Peimbert (auch Manuel Peimbert Sierra) (* 9. Juni 1941 in Mexiko-Stadt) ist ein mexikanischer Physiker und Astronom.
Peimbert erhielt 1962 den BA in Physik an der Nationalen Autonomen Universität von Mexiko (UNAM) und 1967 den PhD in Astronomie an der University of California. Er ist seit 1968 Professor am UNAM. Seine Forschungsschwerpunkte beschäftigen sich mit physikalischen Eigenschaften in Gasnebeln, speziell der chemischen Zusammensetzung von H II Regionen. 

## Auszeichnungen
- 1987 Mitglied der National Academy of Sciences
- 2002 Mitglied der American Philosophical Society[1]
- 2012 Hans-A.-Bethe-Preis für Arbeiten zur kosmologischen Heliumhäufigkeit und der Häufigkeit anderer Elemente und den Folgerungen für die Kosmologie und die chemische Evolution von Galaxien und Sternen (Laudatio)[2]